# Kniha hodinek

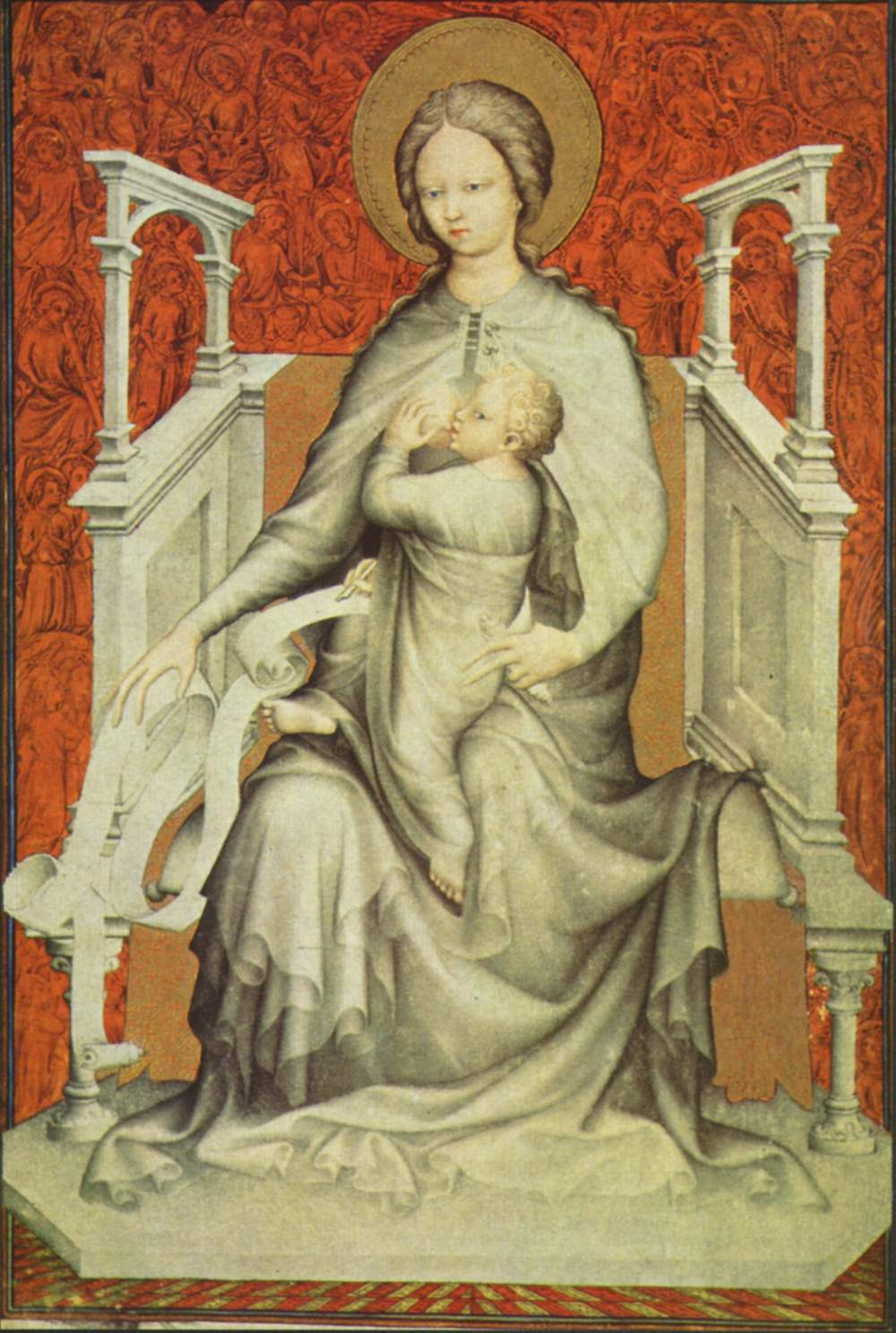
Panna Maria s Ježíškem (A. Beauneveu, kolem 1400)

Kniha hodinek či krátce hodinky (latinsky liber horarum, anglicky book of hours, německy Stundenbuch, francouzsky livre d’heures) je kniha obsahující jednu nebo více tematických pobožností napodobujících formu denní modlitby církve. Je to nejrozšířenější středověký rukopis, podle odhadu se jich v různých knihovnách zachovalo na sto tisíc.[zdroj?]

## Vznik a historie

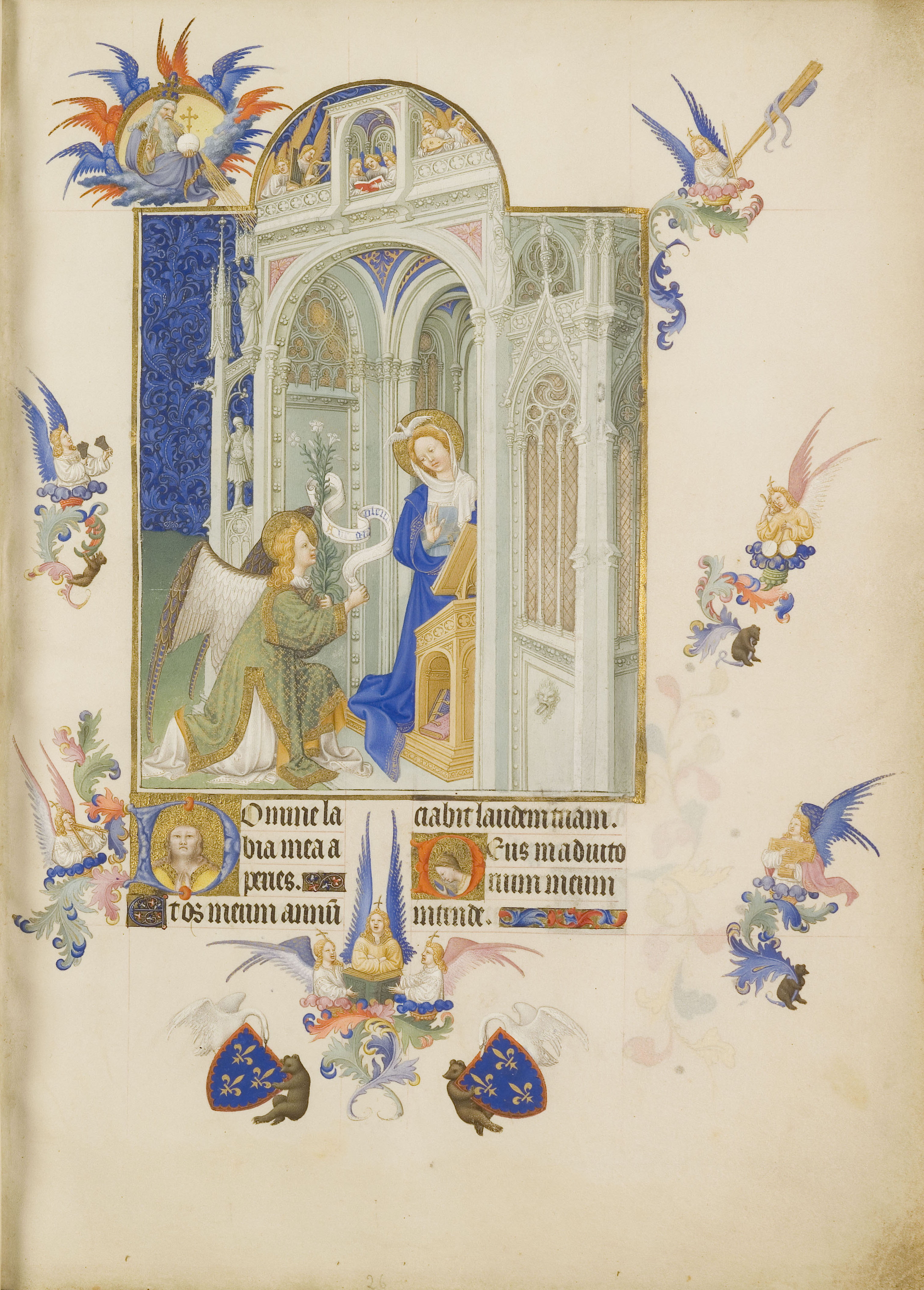
Zvěstování Panny Marie (Hodinky vévody z Berry, kolem 1400)

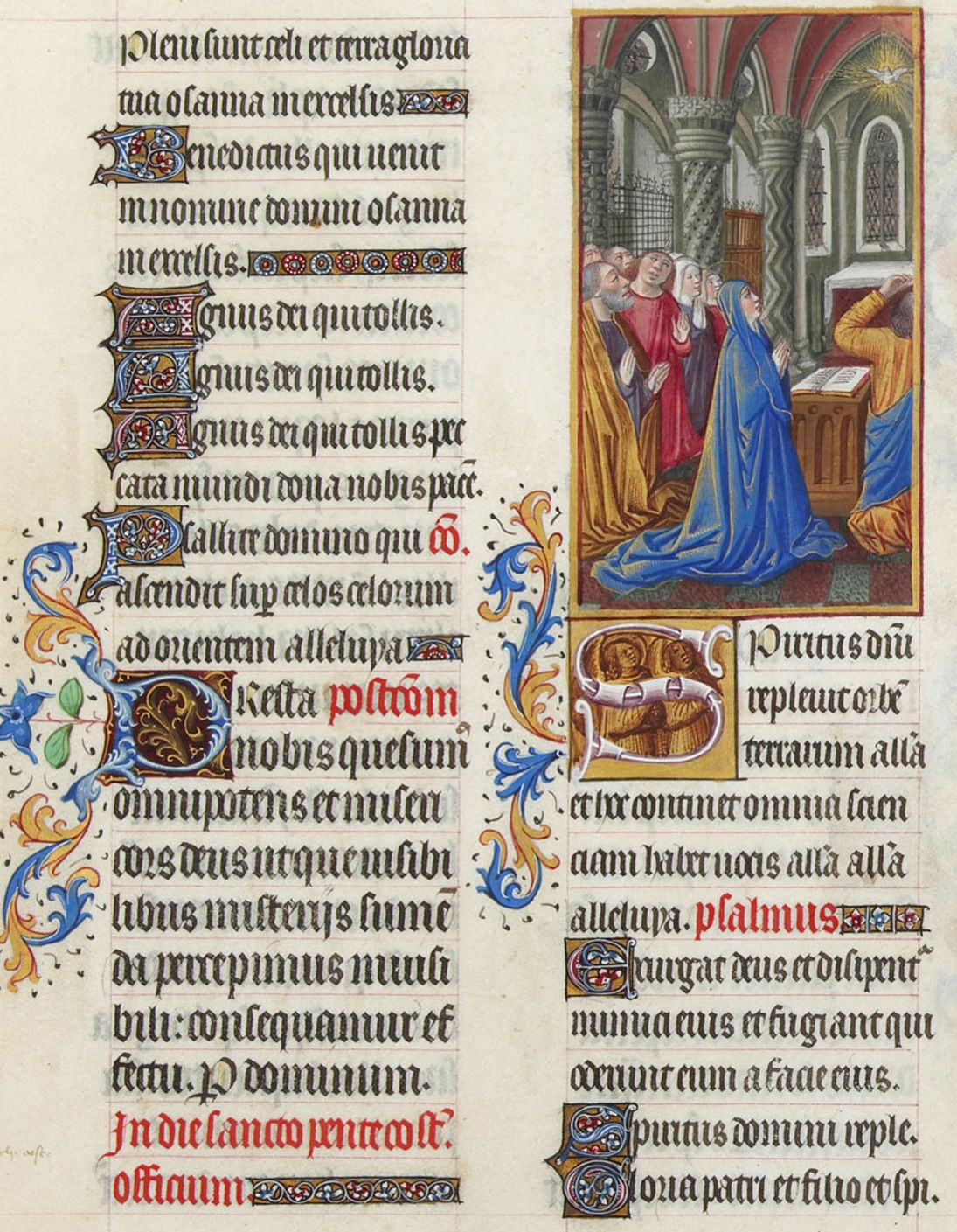
Seslání Ducha svatého (Hodinky vévody z Berry, kolem 1400)

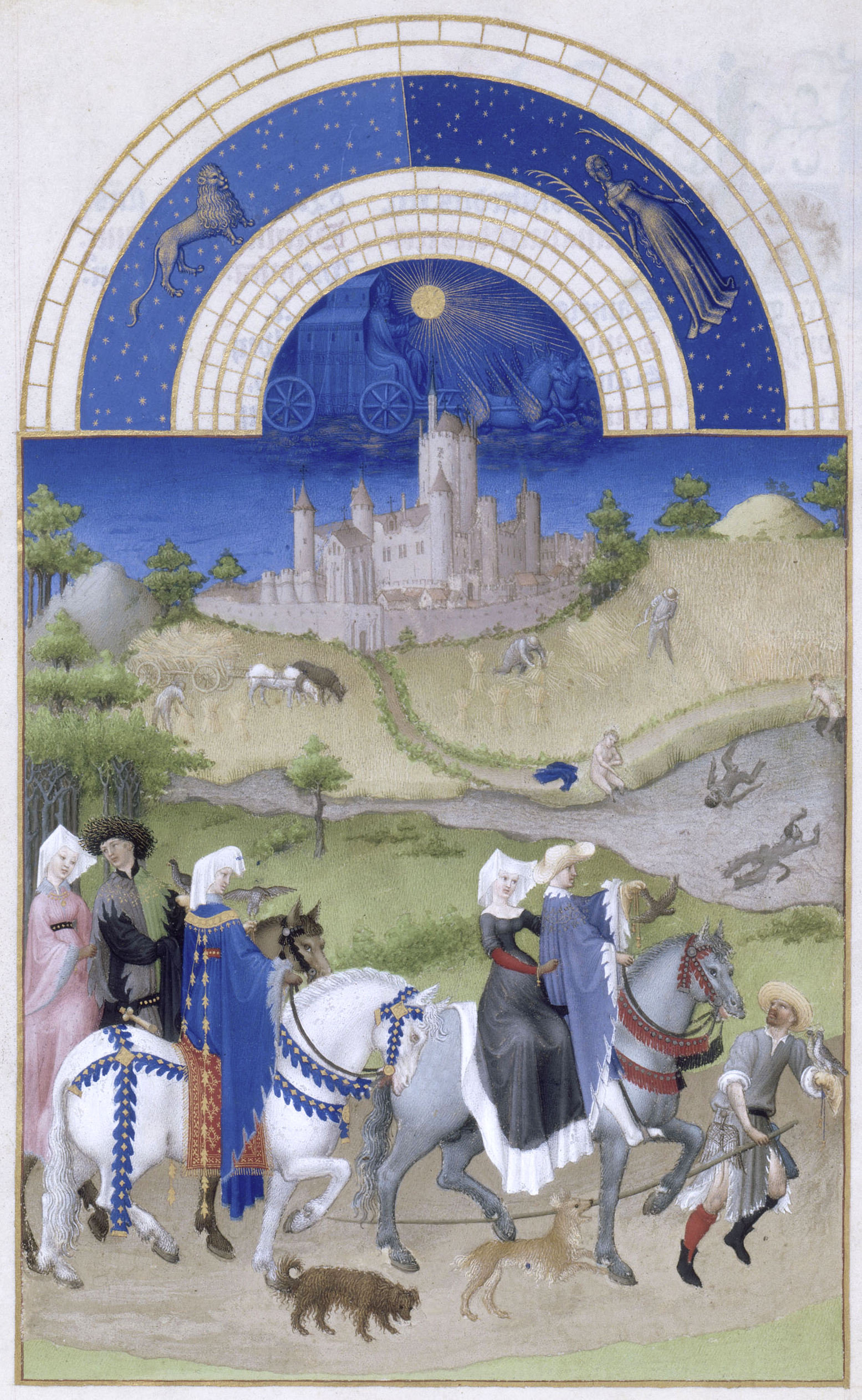
Měsíc srpen – lov (Hodinky vévody z Berry, kolem 1400)

Od 13. století přibývalo věřících, kteří žili jako laici, nicméně chtěli napodobit kleriky a řeholníky a během dne se modlit jednotlivé „hodinky“ božského oficia. Pro jejich potřeby vznikaly zjednodušené pobožnosti, napodobující strukturu oficia za výrazného zjednodušení: tyto „hodinky“ se obvykle nemění v závislosti na dni v týdnu a církevním kalendáři, soustředí se na některé téma blízké dobové zbožnosti a bývají více či méně zkrácené. (Téměř stejnou délku jako denní porce „velkého“ oficia zachovává malé mariánské oficium. Ostatní „hodinky“ bývají výrazně kratší.)
Pro zámožné a významné věřící se tyto modlitby pro soukromou pobožnost od 14. století psaly do bohatě zdobených knih. Jak se šířilo umění číst i obliba soukromých pobožností, zhotovovaly písařské dílny stovky „knih hodinek“, zejména ve Francii a ve Flandrech, nejprve latinsky, potom i v národních jazycích. Tento trend vyvrcholil v 15. století. Další rozšíření knih hodinek umožnil vynález knihtisku.

## Obsah a význam
Typické hodinky obsahovaly kalendář a zkrácený program klášterních modliteb: čtení evangelií a výběr žalmů, pobožnost k Panně Marii, ke svatému Kříži, ke Všem svatým, pobožnost za zemřelé a často i modlitby a pobožnosti k místním světcům, patronům atd.
Protože hodinky byly určeny k meditaci a soukromé modlitbě, byly často zdobeny obrázky, které meditaci podporovaly. Hodinky tak představují i vrchol knižního malířství a iluminátorství pozdní gotiky v 15. století. Patrně nejslavnější jsou Přebohaté hodinky vévody z Berry (kolem 1400) či do českého prostředí z Bretaně dovezené Rohanské hodinky ze Sychrova.
Moderní obdobu hodinek vytvořil americký trapistický mnich a spisovatel Thomas Merton, A Book of Hours.

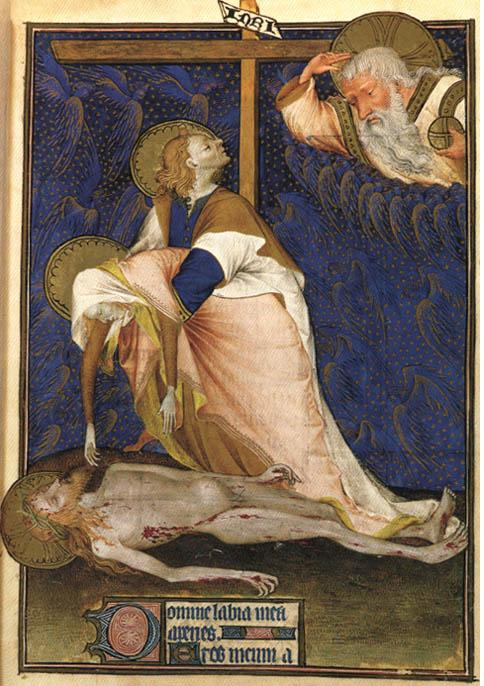
Oplakávání Krista (Hodinky vévody de Rohan, 1435)